# 용의자 (2013년 영화)
《용의자》(容疑者)는 2013년에 개봉한 대한민국의 영화이다.

## 줄거리
과거 북한 최정예 특수 요원이었던 지동철은 정치적 변화로 인해 버려진 후 중국으로 팔려간 아내와 딸을 찾아 헤맨다. 그러나 결국 그들의 시신을 발견하고, 배후에 전 동료가 있음을 알게 된 그는 복수를 위해 남한으로 망명한다. 낮에는 정체를 숨긴 채 살아가고 밤에는 북한과 연계된 기업 회장의 운전기사로 일하던 중, 회장이 암살당하기 직전 그에게 특별한 안경을 건네준다. 살인 누명을 쓴 지동철은 남한 정보부의 추적을 받게 되고, 과거 작전에서 그를 살려준 적 있는 민세훈 대령과 부패한 정보국장 김석호가 그를 쫓는다. 지동철은 다큐멘터리 영화감독의 도움을 받아 도망치면서, 죽어가는 회장이 자신에게 맡긴 비밀 정보를 찾으려 한다.

## 캐스팅
- 공유 : 지동철 역
- 박희순 : 민세훈 대령 역
- 조성하 : 김석호 실장 역
- 유다인 : 최경희 역 - PD
- 조재윤 : 조재윤 대위 역
- 김성균 : 리광조 역
- 박지일 : 송상근 전무 역
- 김민재 : 주 기자 역
- 김의성 : 신 차장 역
- 원풍연 : 사복 역
- 원진 : SA1 역
- 송재림 : SA2 역
- 최종률 : 문 집사 역
- 남보라 : 동철 처 역
- 기주봉 : 부검의 역
- 조석현 : 최 소령 역
- 이용직 : 수염남 역
- 최태환 : 괴사내 역
- 강동균
- 서현우 : RA(Research Agent) 역
- 송호수 : RA(Research Agent) 역
- 정종렬 : 취객 1 역
- 오동건 : 앵커(남) 역
- 이동진 : 북진회 역
- 유승권 : HA(hit agent) 역
- 길금성 : HA(hit agent) 역
- 신나라 : HA(hit agent) 역
- 이재혁 : HA(hit agent) 역
- 이종신 : HA(hit agent) 역
- 민정기 : HA(hit agent) 역
- 변정현 : HA(hit agent) 역
- 장우현 : HA(hit agent) 역
- 송부건 : RA(Research Agent) 역
- 권태건 : RA(Research Agent) 역
- 조용재 : RA(Research Agent) 역
- 송호수 : RA(Research Agent) 역
- 박진수 : RA(Research Agent) 역
- 신동훈 : 스테이션 요원들 역
- 권미영 : 스테이션 요원들 역
- 김상균 : 스테이션 요원들 역
- 윤진희 : 스테이션 요원들 역
- 김은영 : 스테이션 요원들 역
- 허동수 : 스테이션 요원들 역
- 이현우 : 강하사 역
- 여민구 : 정복 기무사 역
- 이언정 : 기자 1 역
- 조혜선 : 기자 역
- 서재현 : 정복경관 1 역
- 원현준 : 정복경관 2 역
- 진모 : 무전탑차요원 1 역
- 김태현 : 무전탑차요원 2 역
- 이다일 : 북진회 역
- 김주영 : 북진회 역
- 김지웅 : 북진회 역
- 이상협 : 보위부 역
- 문정수 : 북요원 역
- 주상치 : 밀밭 중국인 역
- 신용욱 : 시사프로 진행자 역
- 이나은 : 광조처
- 이여진 : 앵커(여) 역
- 박영웅 : 순경 1 역
- 김기환 : 택시기사 역
- 최민금 : 식모 역
- 유달산 : 부랑자 할아버지 역
- 최영인 : 시민 1 역
- 박찬영 : 경찰서장 역
- 정아미 : 김요한목사 부인 역
- 이예선 : 지새봄 역 - 동철 딸
- 류정은 : 민대령 처 역
- 안명주 : 기자 역
- 송재호 : 박건호 회장 역 (특별출연)